# Ewald Lanwer
Ewald Lanwer (* 29. August 1908 in Recklinghausen; † 30. September 1969 in Dorsten) war ein deutscher Diplomat in der Zeit des Nationalsozialismus und in der Bundesrepublik Deutschland.

## Leben
Nach dem Besuch der Oberrealschule in Recklinghausen studierte Lanwer von 1928 bis 1931 Jura und Volkswirtschaft in Münster und Berlin. In Münster wurde er Mitglied der katholischen Studentenverbindung KStV Ravensberg. Seit August 1931 war er als Regierungsreferendar im preußischen Justizdienst tätig und promovierte im Dezember 1933. Zum 1. Mai 1933 trat er der NSDAP (Mitgliedsnummer 2.166.636) und der SA bei. Im Oktober 1935 wurde er in den Auswärtigen Dienst einberufen und unter anderem im Generalkonsulat Kattowitz ausgebildet. Nach Kriegsausbruch 1939, aber noch vor dem deutschen Überfall auf Dänemark und Norwegen im April 1940, war in den Konsulaten Bergen und Haugesund eingesetzt. Im besetzten Dänemark leitete Lanwer ab dem 17. Juni 1940 bis Juli 1943 das Konsulat in Apenrade und unterstützte dort den nordschleswigschen Volksgruppenführer Jens Möller. Von März 1945 bis Oktober 1945 war er in US-amerikanischer Kriegsgefangenschaft. Über seine Entnazifizierung ist nichts bekannt. Lanwer wurde 1946 in Dänemark zur deutschen Besatzungspolitik vernommen.
Seit Januar 1946 war Lanwer bei der Stadtverwaltung Datteln tätig und von März 1946 als Stadt- und Amtsdirektor bei der Stadt- und Amtsverwaltung Haltern, seit Juli 1950 bei der Amtsverwaltung Haltern. In dieser Zeit hatte er auch von 1946 bis 1950 das Amt des Bürgermeisters inne.
Im Dezember 1953 wurde Lanwer wieder in den Auswärtigen Dienst der Bundesrepublik Deutschland eingestellt und leitete bis 1959 das Konsulat in Winnipeg, ab 1959 das Generalkonsulat in Lüttich. Ab 1961 war er Referatsleiter in der Abteilung für Entwicklungspolitik im Auswärtigen Amt und war schließlich noch ab 1965 als Botschaftsrat I. Klasse bei der OECD in Paris, als er 1969 krankheitsbedingt in den Ruhestand versetzt wurde.

## Schriften
- Erfüllung fremder Schulden durch Dritte gemäß § 267 BGB, insbesondere die Erfüllungsermächtigung des § 267. Pöppingaus, Bochum-Langendreer, 1934. Dissertation Münster i.W. 1933